# Frans Drabbe

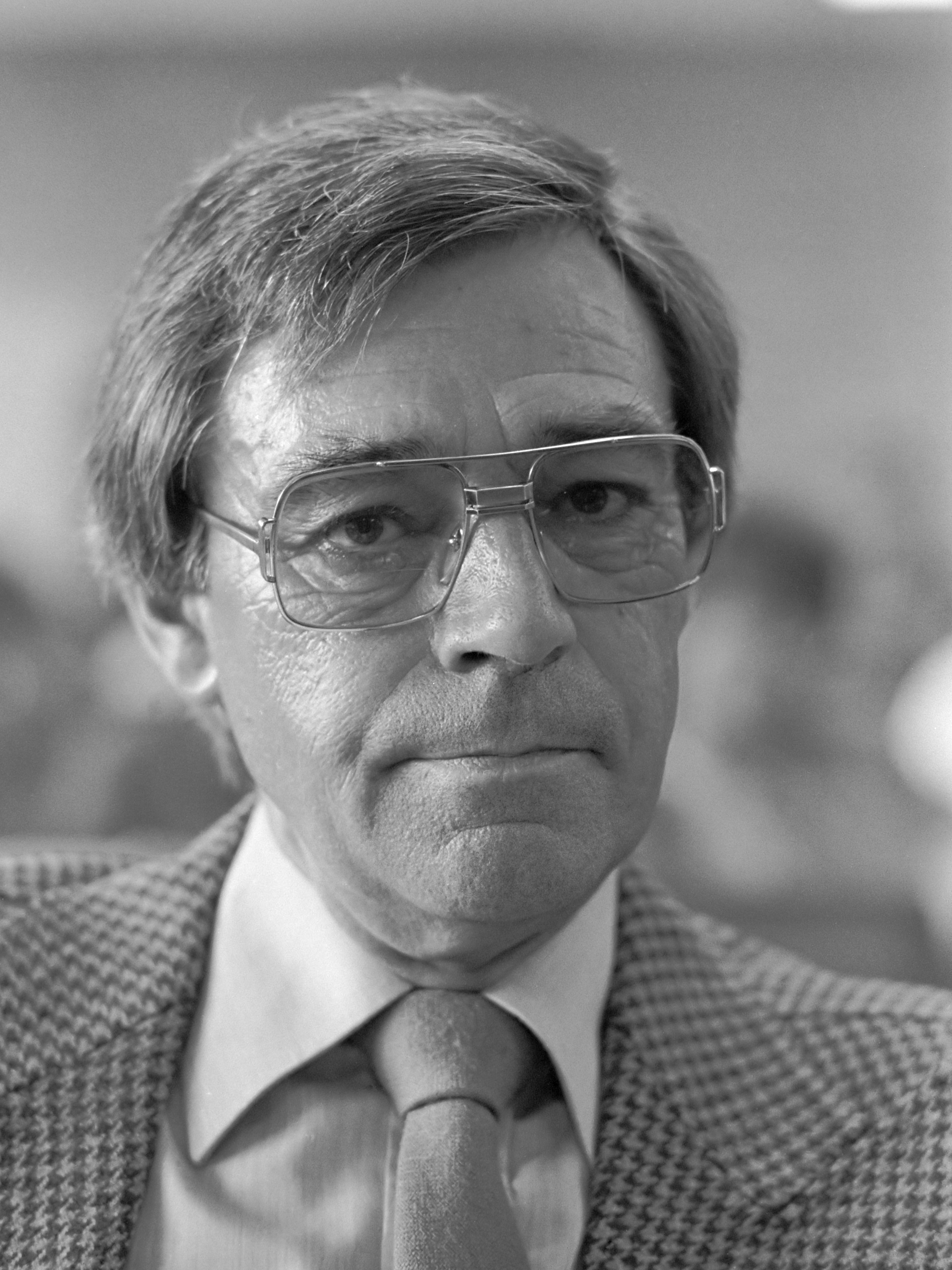
Frans Drabbe (1983)

Frans Drabbe (Terneuzen, 7 november 1925 – Diemen, 22 september 2011) was een Nederlandse vakbondsactivist en -bestuurder.
Drabbe, afkomstig uit Zeeuws-Vlaanderen, was aanvankelijk werkzaam als machinebankwerker bij De Schelde. Hij werd actief binnen de NVV en speelde zich landelijk in de kijker bij de bezetting van de ENKA-fabriek in Breda, in 1972. Toen de NVV opging in de FNV, in 1976, werd Drabbe de eerste secretaris van deze nieuwe vakcentrale, vervolgens vicevoorzitter en lid van de SER. Hij speelde met collega Wim Kok een belangrijke rol in de totstandkoming van het Akkoord van Wassenaar, waarin vakbonden en werkgeversorganisaties gezamenlijk besloten tot loonmatiging. Drabbe bleef vicevoorzitter van de FNV tot zijn pensionering in 1985. Hij werd opgevolgd door Johan Stekelenburg.